# New River Gorge Bridge

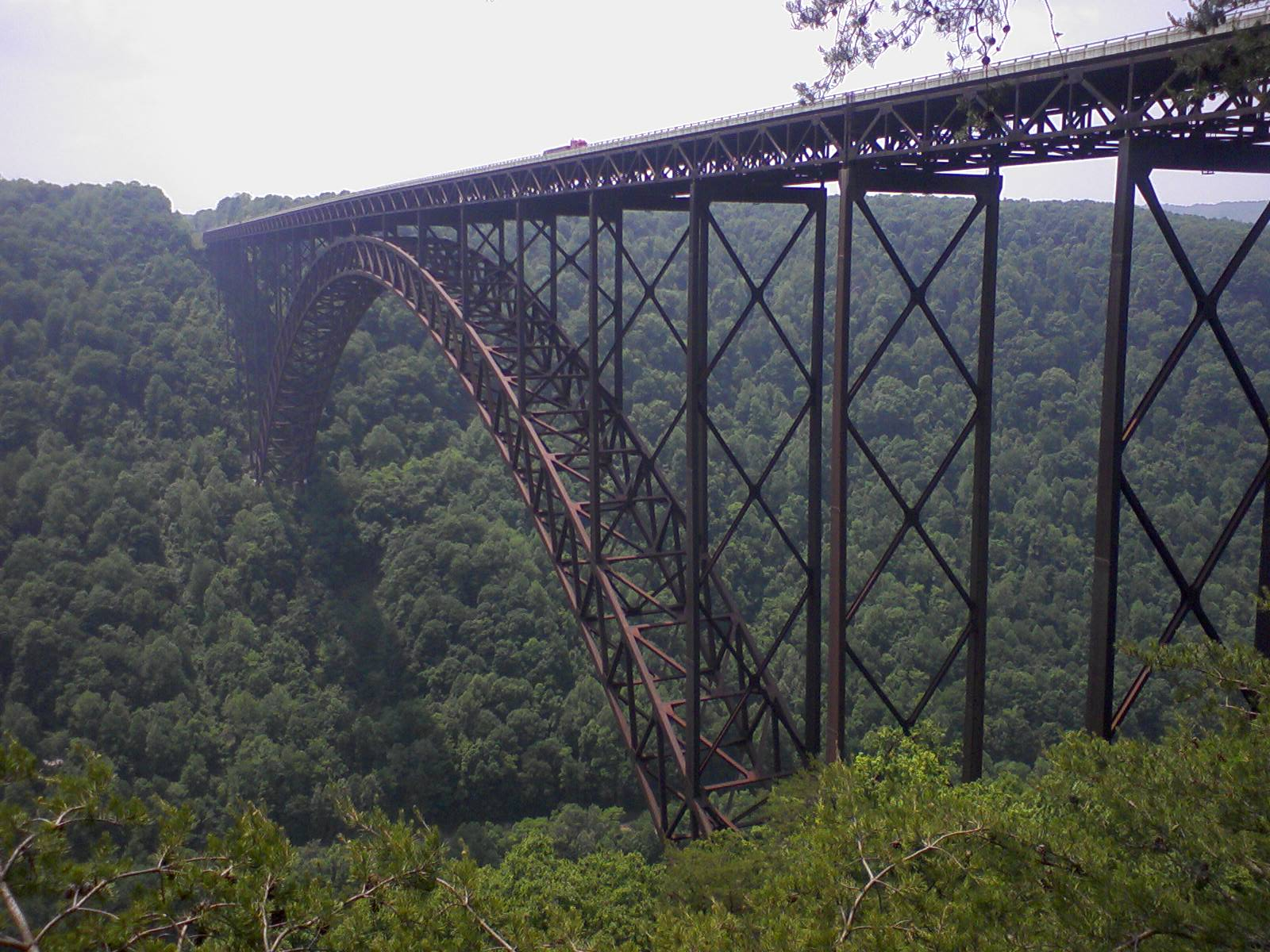

New River Gorge Bridge – most łukowy znajdujący się w miejscowości Fayetteville w stanie Wirginia Zachodnia.
Most został zbudowany ze stali i betonu w latach 1974-1978. Koszt wzniesienia tej budowli wyniósł 37 milionów dolarów. Został zaprojektowany przez: Michael Baker Company oraz West Virginia Department of Highways. 
Ma 924 metry długości, natomiast łuk ma długość 518 metrów. Szerokość mostu wynosi ok. 21 metrów. Do roku 2003 New River Gorge był najdłuższym łukowym stalowym mostem na świecie (nowym rekordzistą został Most Lupu w Szanghaju), jest też 2. co do wysokości w USA zaraz po Royal Gorge Bridge. Corocznie w trzecią sobotę października most jest całkowicie otwarty dla pieszych przychodzi wtedy bardzo wiele osób by oglądać różne atrakcje. Jedną z największych jest możliwość skoczenia na bungee lub ze spadochronem. Zanim zdecydowano się na taki kształt jaki ma obecnie odrzucone zostały wcześniej 3 inne propozycje:
- z powodu zbyt dużych pali podtrzymujących, których wysokość musiała by wynosić kilkaset metrów
- z powodu zbyt dużych kosztów wykonania
- z powodu zbyt dużej ilości betonu potrzebnej do ustabilizowania konstrukcji